# Paris–Roubaix 1944

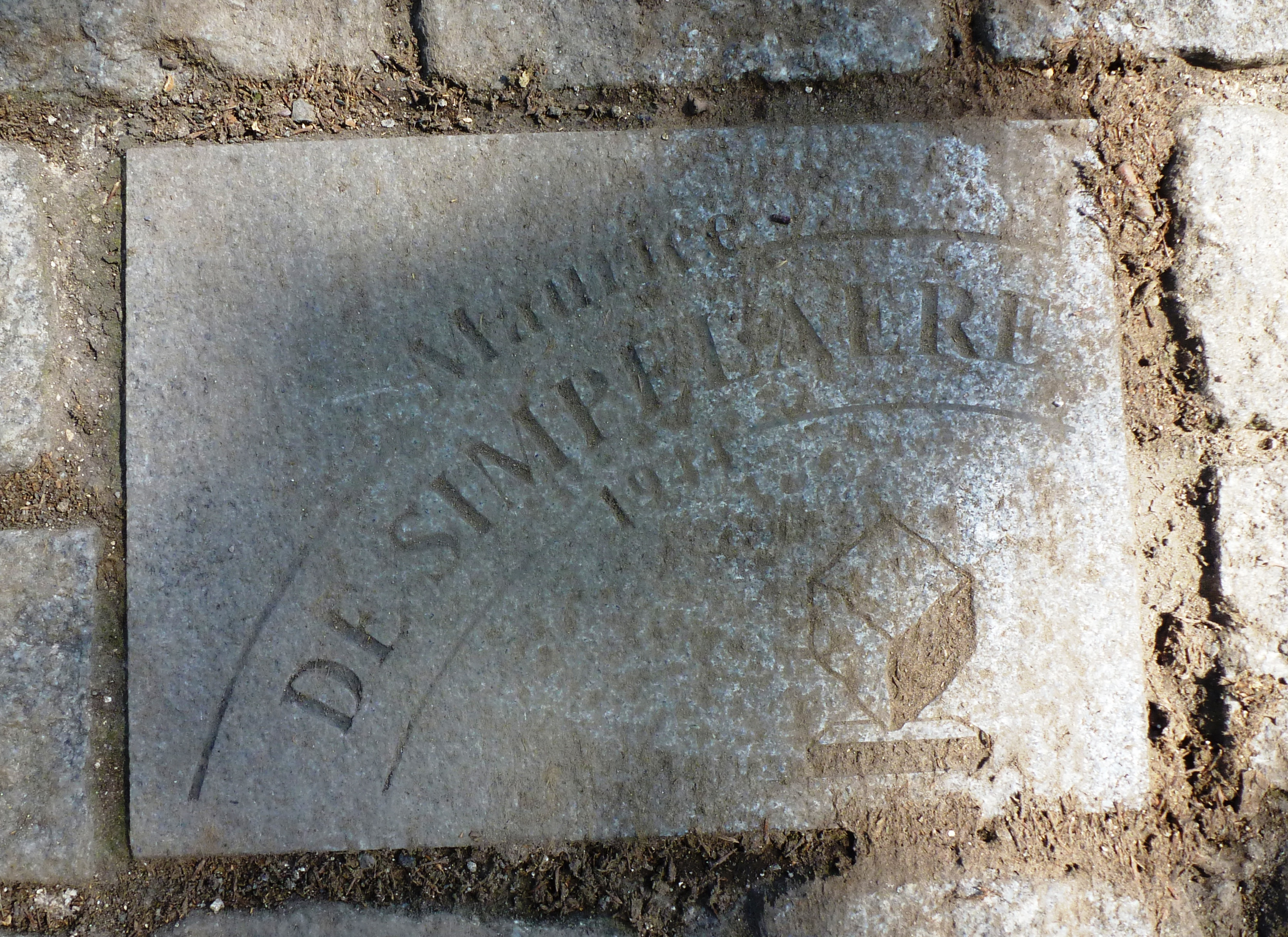
Pflasterstein für Maurice Desimpelaere zu Ehren seines Sieges bei Paris-Roubaix

Das Eintagesrennen Paris–Roubaix 1944 war die 42. Austragung des Radsportklassikers und fand am Sonntag, den 9. April 1944, statt.
Das Rennen führte von Saint-Denis, nördlich von Paris, nach Roubaix, wo es im Vélodrome André-Pétrieux endete. Die Strecke war 250 Kilometer lang. 172 Fahrer gingen an den Start, von denen sich 89 platzieren konnten. Der Sieger Maurice Desimpelaere absolvierte das Rennen mit einer Durchschnittsgeschwindigkeit von 39,897  km/h.
Es herrschte mildes und sonniges Wetter. 20 Kilometer vor dem Ziel setzten sich sechs nach vorne ab. 20 Sekunden lang wurden sie von einer geschlossenen Eisenbahnschranke aufgehalten, so dass weitere fünf Fahrer aufschließen konnten. Jules Rossi, Gewinner von Paris–Roubaix 1937, zog den Sprint für seinen Mannschaftskameraden Lucien Vlaemynck an, doch Desimpelaere zog an ihm vorbei und gewann.
Frankreich war im April 1944 noch von der deutschen Wehrmacht besetzt, und Journalisten, die vom Rennen aus nach Hause fuhren, wurden bombardiert. Jean Robic, 1947 Sieger der Tour de France, stürzte schwer und erlitt einen Schädelbasisbruch. Von diesem Tag an fuhr er immer mit Lederhelm, für den er bekannt wurde.